# August-Klotz-Straße (Düren)

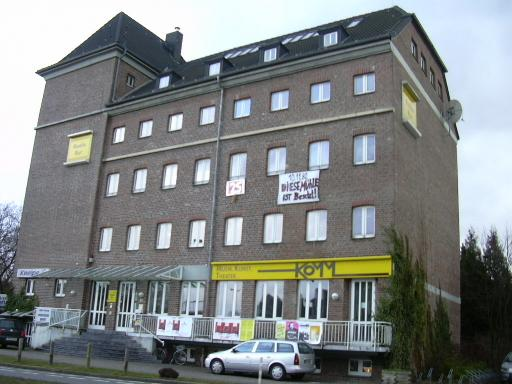
Die Pleußmühle

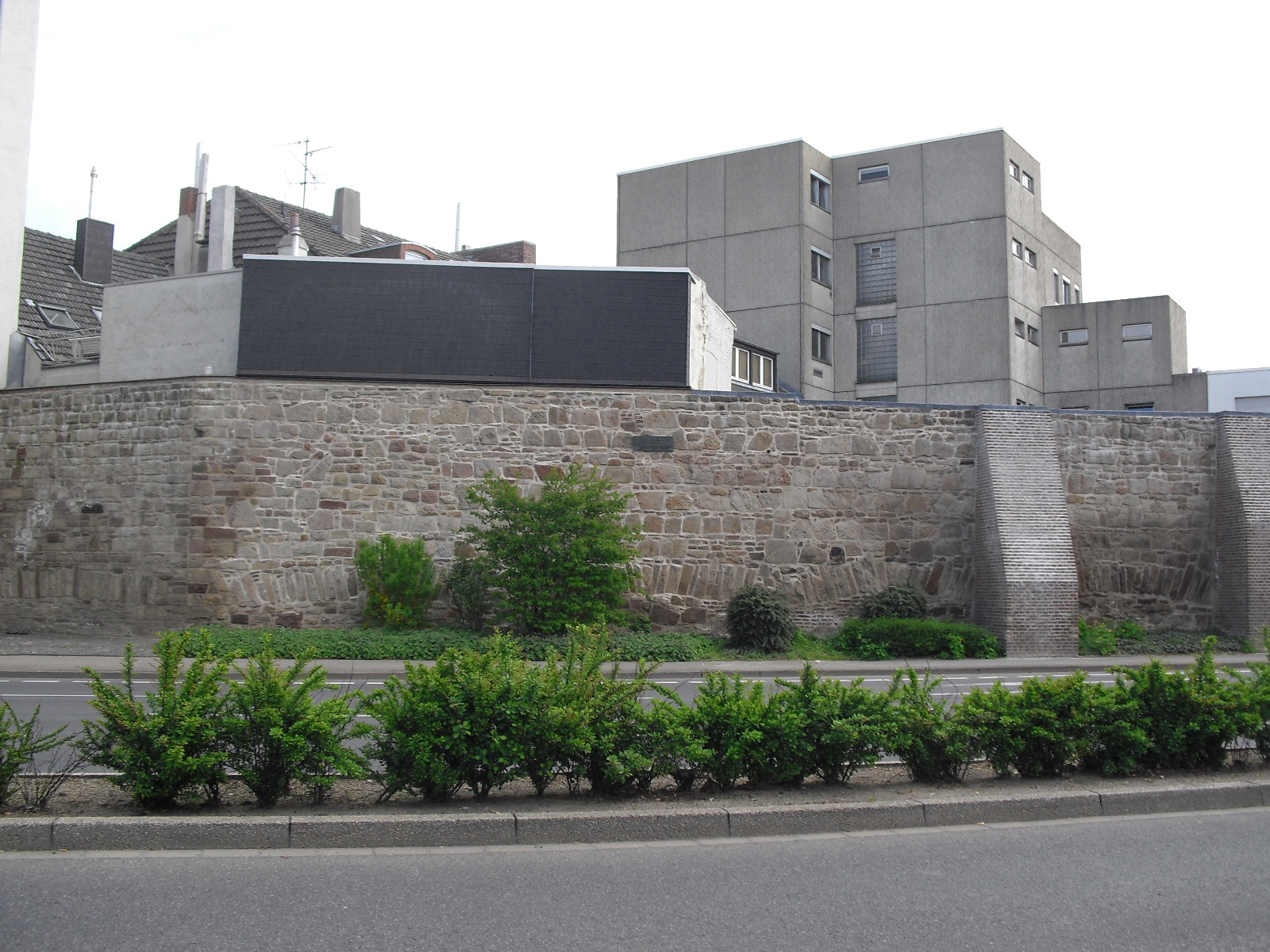
Stadtmauerrest

Die August-Klotz-Straße in der Kreisstadt Düren (Nordrhein-Westfalen) ist eine alte Innerortsstraße.

## Lage
Die Straße ist vierspurig ausgebaut und beginnt am Platz der deutschen Einheit, einer seit 2011 so benannten Straßenkreuzung mit der Philippstraße, Schenkelstraße und Tivolistraße. Sie endet an der Aachener Straße.

## Angrenzende Bauten und Denkmäler
An der August-Klotz-Straße liegen viele denkmalgeschützte Gebäude, Denkmäler und Behördenbauten:
- das Amtsgericht,
- die Marienkirche,
- das Leopold-Hoesch-Museum,
- die Pleußmühle,
- das ehemalige staatliche Behördenhaus,
- die Polizeiinspektion Düren,
- Reste der alten Stadtmauer,
- das Gebäude der ehemaligen Landeszentralbank-Niederlassung, heute Rechtsanwaltskanzlei.
- Orpheus-Statue
- Musikschule

## Geschichte
Gegen Ende des 18. Jahrhunderts wurden die früheren Stadtgräben ausgetrocknet und die Wälle eingeebnet. In diesen Bereichen wurden die sogenannten „Promenaden“ angelegt. Im Bereich des heutigen Straßenzuges entstand so um 1780 die „Lindenpromenade“. Der an der Pleußmühle noch sichtbare Teich wurde 1902 unter die Straße verlegt.
Zum Andenken an August Klotz, den fünften Ehrenbürger der Stadt, wurde die Lindenpromenade am 22. September 1932 in August-Klotz-Straße umbenannt. Klotz (1857–1925) war von 1894 bis 1921 Bürgermeister beziehungsweise Oberbürgermeister der Stadt.
Der südliche Teil der heutigen August-Klotz-Straße zwischen der Einmündung Weierstraße und der Kreuzung mit der Aachener Straße hatte früher eine etwas andere Führung und wurde später begradigt. Im Stadtplan von circa 1903 endete die Lindenpromenade an der Pleußmühle, die Straße bis zur Einmündung der Holzstraße gehörte zur Weierstraße, und an der Einmündung der Holzstraße begann bereits die Aachener Straße. Von 1908 bis etwa 1957 fuhr hier die Straßenbahn der Dürener Kreisbahn (DKB). Die eingleisige Strecke führte vom Markt nach Rölsdorf und weiter nach Lendersdorf beziehungsweise Gürzenich, eine Haltestelle gab es an der Holzstraße. Diese wurde mit Holzstraße – Aachener Straße bezeichnet.